# Cyphochilus vestitus
Cyphochilus vestitus är en skalbaggsart som beskrevs av Sharp 1876. Cyphochilus vestitus ingår i släktet Cyphochilus och familjen Melolonthidae. Inga underarter finns listade i Catalogue of Life.